# یواس‌اس السی (ای‌تی‌اف-۹۷)
یواس‌اس السی (ای‌تی‌اف-۹۷) (به انگلیسی: USS Alsea (ATF-97)) یک کشتی بود که طول آن ۲۰۵ فوت ۰ اینچ (۶۲٫۴۸ متر) بود. این کشتی در سال ۱۹۴۳ ساخته شد.